# Bistum Paltus
Koordinaten: 35° 15′ 59,6″ N, 35° 55′ 32,2″ O
Das Bistum Paltus war ein frühchristlich-byzantinisches Bistum in Paltus, heute Arab Al-Mulk im Gouvernement Latakia, Westsyrien. Der Bischofssitz ist Anfang des 4. Jahrhunderts nachgewiesen. Nach der arabischen Eroberung 636 wurde die Stadt aufgegeben, und der Bischofssitz ging unter. In der Zeit der Kreuzzüge wurde in der Nähe der alten Stadtstelle die Festung Belda errichtet. 1271 wurde Belda von den Mamluken erobert.

## Geschichte
Nach Riis soll der etymologisch erschlossene ursprüngliche semitische Name der Stadt *Palaṭ(u) oder *Paliṭ(u) gelautet haben. Die Stadtstelle des antiken Paltus am nördlichen Ufer des Flusses Sinn ist ein Hügel, auf dem die heutige Siedlung Arab-al-Mulk steht. Eine Lagune nordwestlich der Stadtstelle könnte als (nun verlandeter) Hafen gedient haben.
Die Stadt wird aber erst von Simonides von Keos (* 557/56; † 468/67 v. Chr.) in persischer Zeit erwähnt. Auch danach sind die Erwähnungen in der Literatur spärlich. Artemidor von Ephesos erwähnte Paltus im 1. Jahrhundert v. Chr. als Stadt in Syrien, die damals zum Seleukidenreich gehörte. In römischer Zeit gehörte sie zunächst zur großen Provinz Syria, bevor diese 194 n. Chr. durch Kaiser Septimius Severus in eine nördliche Provinz Syria Coele und eine südliche Provinz Syria Phoenice geteilt wurde. Die Grenze zwischen den beiden Provinzen verlief südlich von Balanea. Um/vor 400 wurde die nördliche Provinz Syria Coele erneut geteilt, in die Provinzen Syria Prima und Syria Secunda. Paltus kam nun zur Provinz Syria Prima, während das weiter südlich gelegene Balanea der Provinz Syria Secunda zugeordnet wurde. Unter Kaiser Justinian I. wurde um 540 die kleine Provinz Theodorias aus Teilen der Provinz Syria Prima (die Städte Laodicea ad Mare, Gabala und Paltus) und einem kleinen Teil der Provinz Syria Secunda (Stadt Balanea) mit der Hauptstadt Laodicea ad Mare gebildet. Diese Provinz bestand wohl bis zur arabischen Eroberung der Region ab 636.
Der erste nachgewiesene Bischof Cymatius, ein Nicäaner und Freund von Athanasius dem Großen, wurde im Kirchenstreit von Arianern aus der Stadt vertrieben. Paltus gehörte um 400 als Suffraganbistum zur Kirchenprovinz Seleucia Pieria. Auch nach der Bildung der Provinz Theodorias blieb die kirchenrechtliche Zuordnung der Bischofsstädte Laodicea, Gabala und Paltus zur Kirchenprovinz Seleucia Pieria bestehen. Im sechsten Jahrhundert war das Bistum Paltus ein autokephales Bistum, das direkt dem Patriarchen von Antiochia unterstand.
Mit der arabischen Eroberung der Stadt nach der Schlacht am Jarmuk (636) verließen die Einwohner Paltus und die Stadt verfiel. Der Bischofssitz ging unter. Steinmaterial der Ruinen wurde später zum Wiederaufbau des benachbarten Dschabla genutzt. Die heutige Siedlung Arab-al-Mulk an der Stelle des antiken Paltus ist eine junge Gründung aus osmanischer Zeit.

## Bischöfe
- 341 bis 362 Cymatius, von Arianern vertrieben, Freund von Athanasius dem Großen[3][5][2]
- 362/63 Patricius, nahm an der Synode in Antiochia teil[3][5][2]
- 381 Severus, nahm am Ersten Konzil von Konstantinopel teil[3][5][2]
- 390 Euprepius[4]
- 451 Sabbas, nahm am Konzil von Chalcedon teil[3][5]
- 505 bis 518 Joannes[6][3][5] vertrieben von Monophysiten, 518 von Kaiser Justinian I. wieder eingesetzt
- 536 Andreas (episcopus paltenus)[7]

Zur Zeit der Kreuzzüge wurde gegenüber der alten Stadtstelle auf dem südlichen Flussufer des Flusses Sinn eine Festung errichtet, die von den Johannitern erworben wurde. Die Johanniter nannten die Festung Belda oder Beaude, sicher eine Verballhornung des alten Namens Paltus. Die Festung musste 1271 aufgegeben und den Mamluken überlassen werden.
In der Tradition des untergegangenen Bischofssitzes in Paltus vergibt (bzw. vergab) die römisch-katholische Kirche den Titel eines Erzbischofs von Paltus (derzeit vakant).